# Phra Chenduriyang
Phra Chenduriyang (Piti Wathayakon) (thailändisch พระเจนดุริยางค์ (ปิติ วาทยะกร); * 13. Juli 1883 in Bangkok als Peter Veit; † 25. Dezember 1968 ebenda) war ein thailändischer Komponist, Kapellmeister, Musiklehrer, -sammler und -arrangeur mit väterlicherseits deutscher Abstammung. Er ist der Komponist der thailändischen Nationalhymne Phleng Chat, die seit 1932 gespielt wird.

## Leben
Peter Veits Vater Jacob – ebenfalls ein Musiker – war in Trier geboren, in die Vereinigten Staaten ausgewandert, wo er im Bürgerkrieg auf Seiten der Nordstaaten kämpfte, und bereiste später Asien. In Siam (wie Thailand damals noch hieß) ließ er sich während der Regierungszeit König Ramas V. (Chulalongkorns) nieder und wurde Trompetenlehrer am Königshof. Peters Mutter war die Mon Tongyoo.
Phra Chenduriyang besuchte die Assumption-Schule in Bangkok und lernte Klavier und Streichinstrumente. 1917 wurde er vom Amt für königliche Unterhaltung eingestellt und rief das erste westliche Orchester in Siam ins Leben. König Rama VI. (Vajiravudh) machte ihn zum stellvertretenden Leiter, später zum Leiter des „Königlichen Westlichen Streichorchesters“ und verlieh ihm den feudalen Ehrennamen Phra Chenduriyang (übersetzt etwa: „bewandert mit Musikinstrumenten“) unter dem er forthin bekannt war. Er war einer der Hauptverantwortlichen für die Verbreitung westlicher Musik in Siam in dieser Zeit und unterrichtete zahlreiche junge Siamesen an westlichen Instrumenten. Andererseits sammelte und notierte er aber auch thailändische Volksmusik, die bis dahin nur mündlich überliefert worden war.
Überliefert ist eine Konzertreise u. a. nach Japan, sowie ein Studienaufenthalt in Europa in den 1930er Jahren, auf der er auch nach seinen deutschen Vorfahren forschte. 
Nach dem Staatsstreich in Siam 1932 (der „Siamesischen Revolution“) beauftragten die neuen Machthaber, die sich „Volkspartei“ (Khana Ratsadon) nannten, den bisherigen Königlichen Berater für Musik, eine Hymne für die nun konstitutionelle Nation zu komponieren (im absolutistischen Siam diente die Königshymne Phleng Sanrasoen Phra Barami zugleich als Nationalhymne). Phra Chenduriyang wollte sich zunächst weigern, da er ein treuer Gefolgsmann des Königs war, lenkte aber ein. Angeblich soll ihm die von Brahms’ 1. Sinfonie inspirierte Melodie während einer Straßenbahnfahrt eingefallen sein. Sein westliches Orchester wurde zu einem Kernbestandteil des Fine Arts Department, einer von den Revolutionären eingerichteten Regierungsstelle. 1939 nahm er, während der Thaiisierungskampagne der Regierung, den thailändischem Namen Piti Wathayakon (auch Vādyakara geschrieben) an. Zwischen 1940 und 1950 war er Professor an der Silpakorn-Universität in Bangkok. Zu seinen Schülern gehörten der spätere König Bhumibol Adulyadej, Eua Sunthornsanan, Wet Sunthonjamon, Sa-nga Arampir und Saman Kanchanaphalin.
Piti Wathayakon starb am 25. Dezember 1968 im Alter von 85 Jahren in Bangkok. Er hinterließ sechs Kinder und 20 Enkel.